# Stora Nygatan, Göteborg
Stora Nygatan är en cirka 530 meter lång gata i centrala Göteborg, som sträcker sig från Kungsportsplatsen till Drottningtorget längs med Vallgraven. Närheten till vattnet var mer påtagligt i gatunamnet 1847 då den planerade gatan hade namnet Strandgatan. Det första huset vid gatan byggdes 1850 och gatan fick sitt nuvarande namn 1852. År 1900 var dess längd 570 meter, medelbredden var 12 meter och ytan 6 770 kvadratmeter.
Vid Stora Nygatan ligger en inofficiell adress, Stora Nygatan 17 ½. Husen på Stora Nygatan 17 och 17½ uppfördes 1856 som systerfastigheter. Historien bakom numreringen är att grosshandlaren August Abrahamson köpte tomten på 1850-talet och byggde ett hus där som stod klart på hösten 1852. För sent upptäckte man att det fanns två tomter men bara ett nummer. Adressen blev därför Stora Nygatan 17½. År 1868 köptes fastigheten av grosshandlare Robert Dickson.
På Stora Nygatan ligger också Göteborgs synagoga. Både synagogan och Stora Nygatan 17 och 17½ ritades av August Krüger.

## Bilder

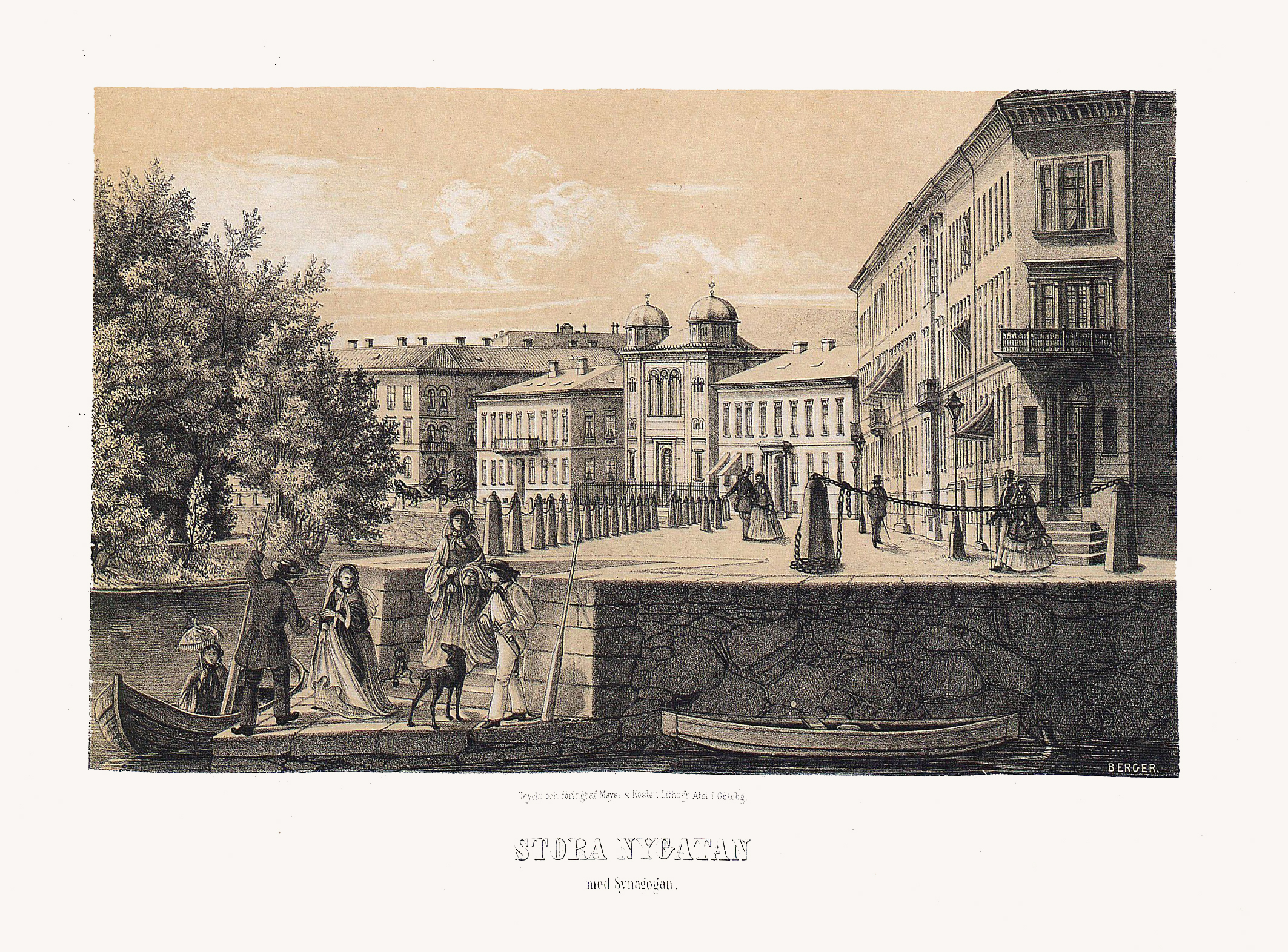
Stora Nygatan. Litografi i planschverk 1860.
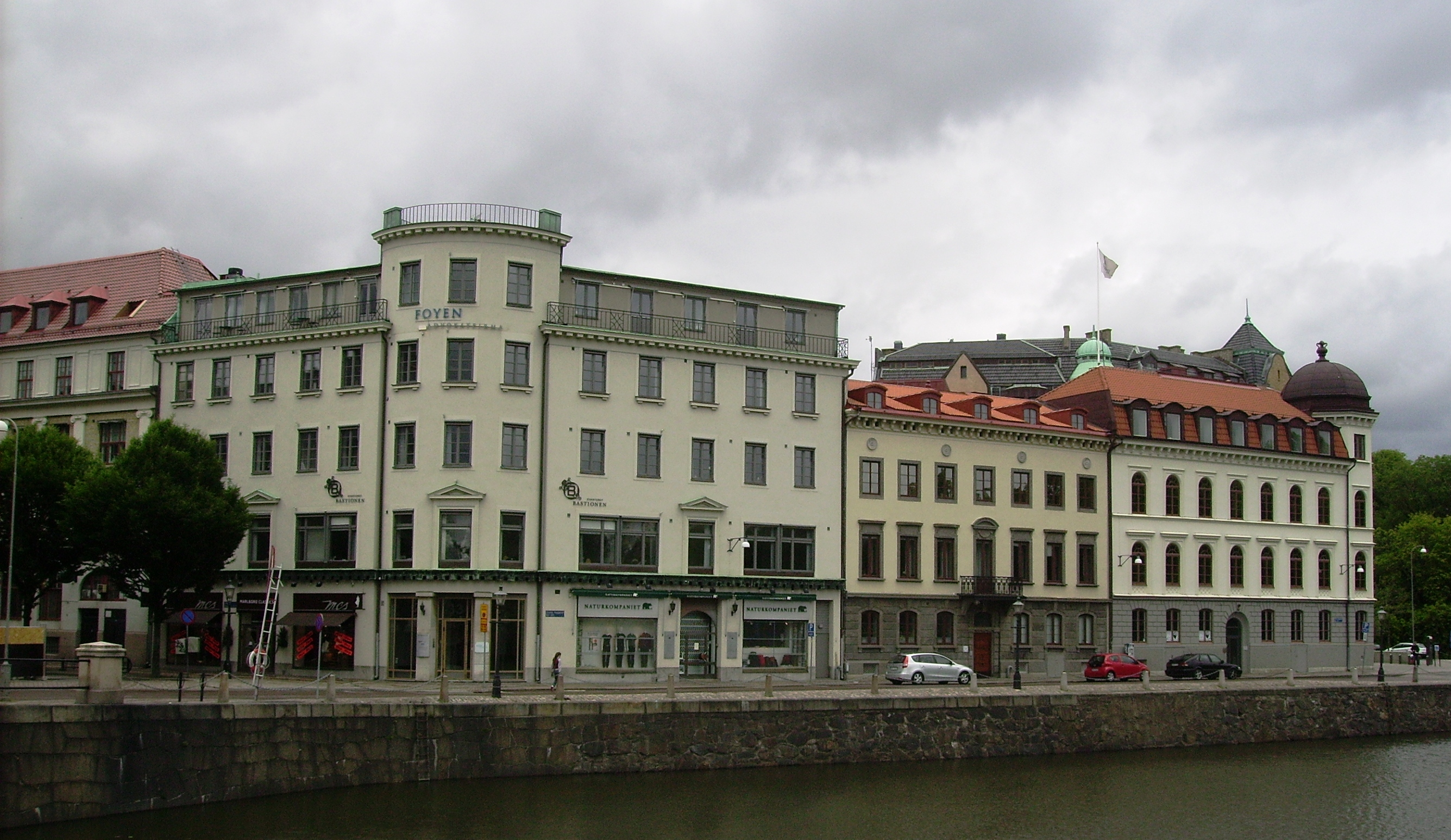
Stora Nygatan
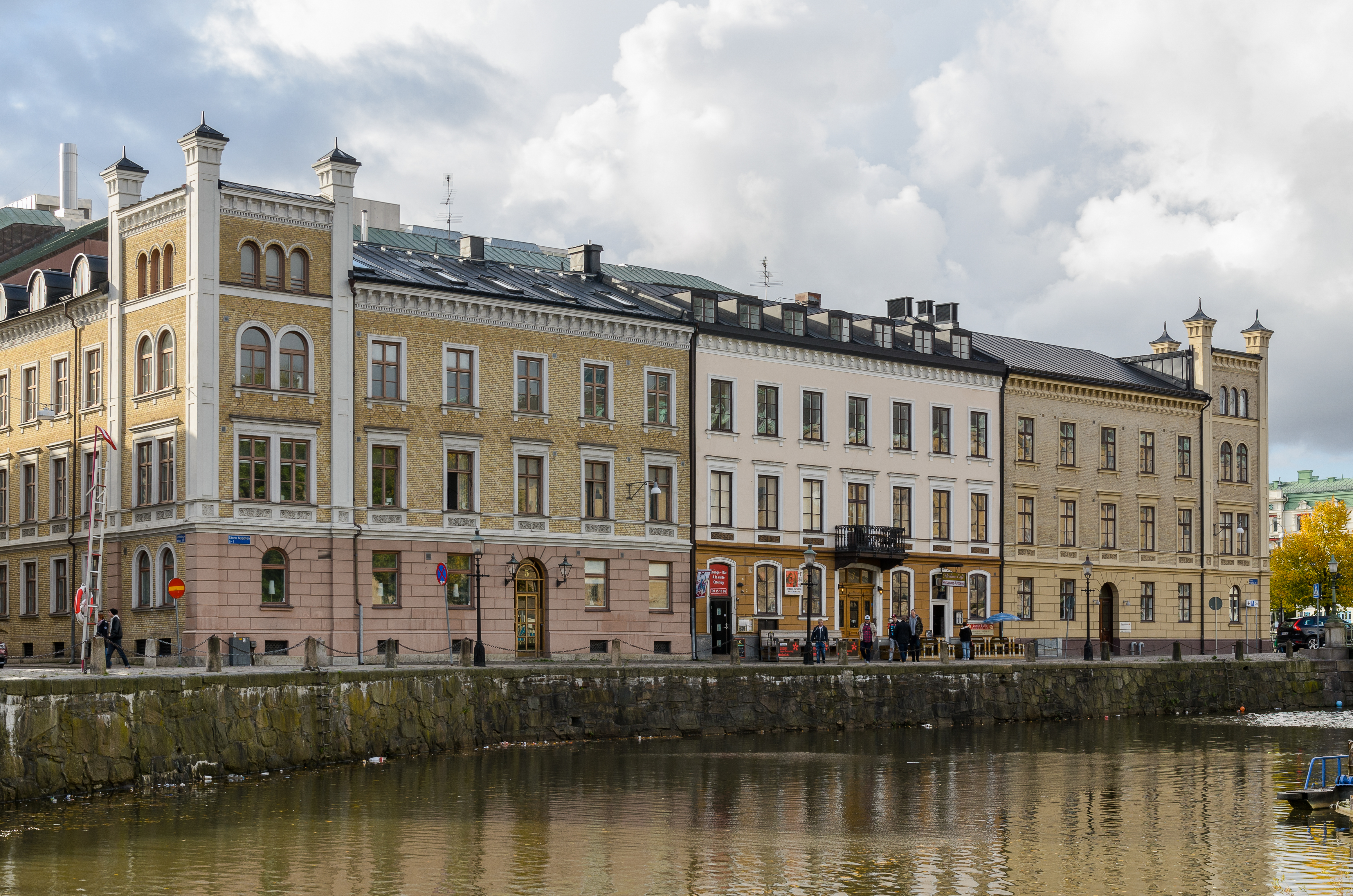
Stora Nygatan 1-5.
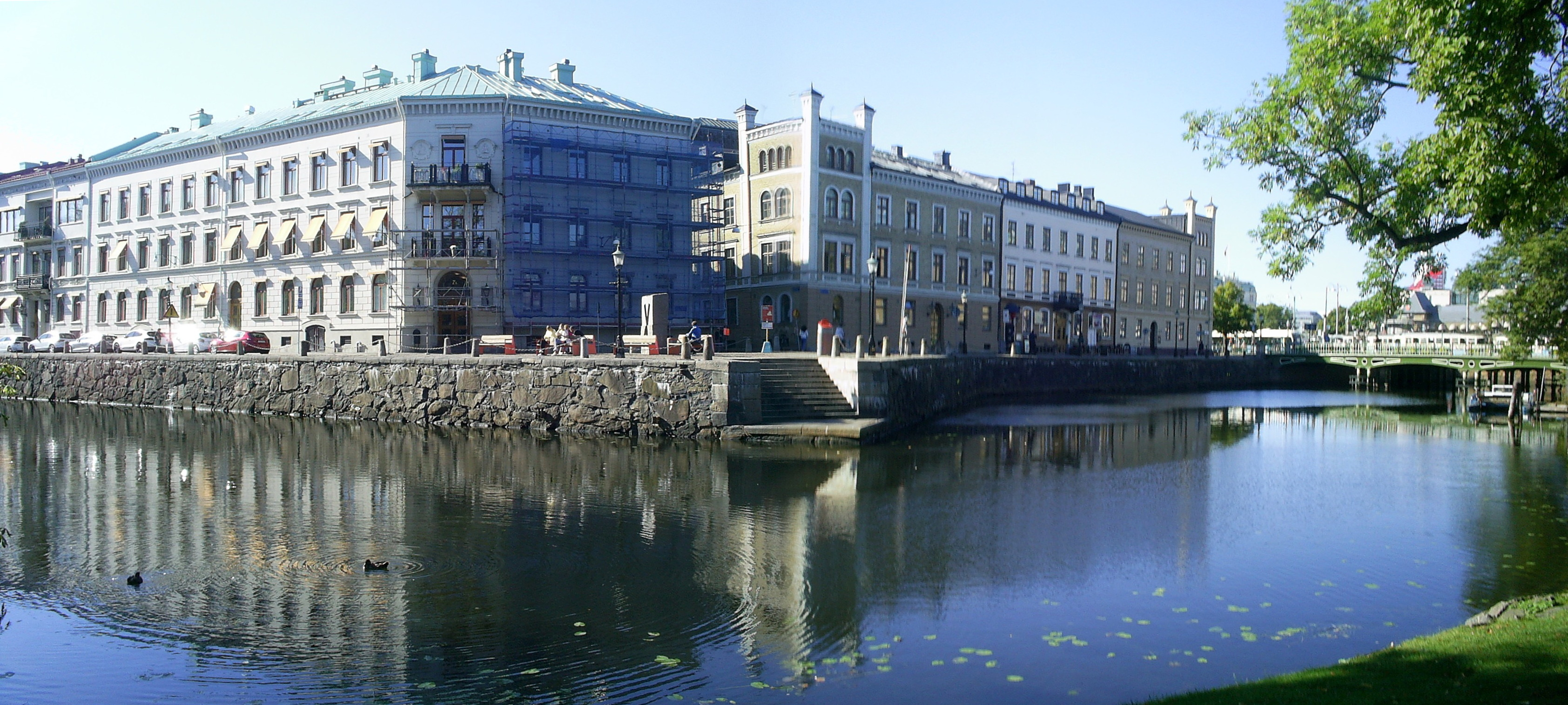
Stora Nygatan 1-15.
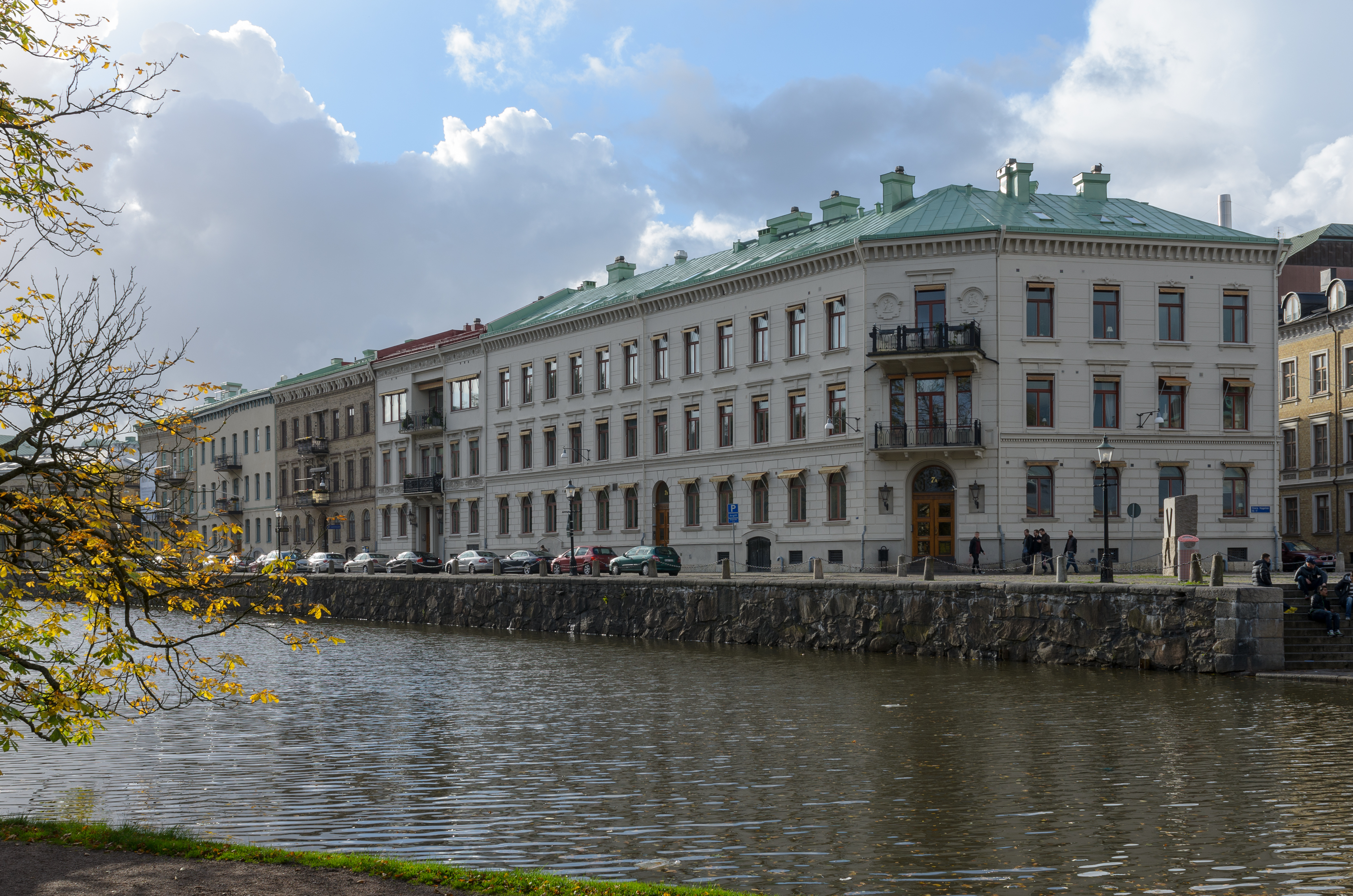
Stora Nygatan 7-15.
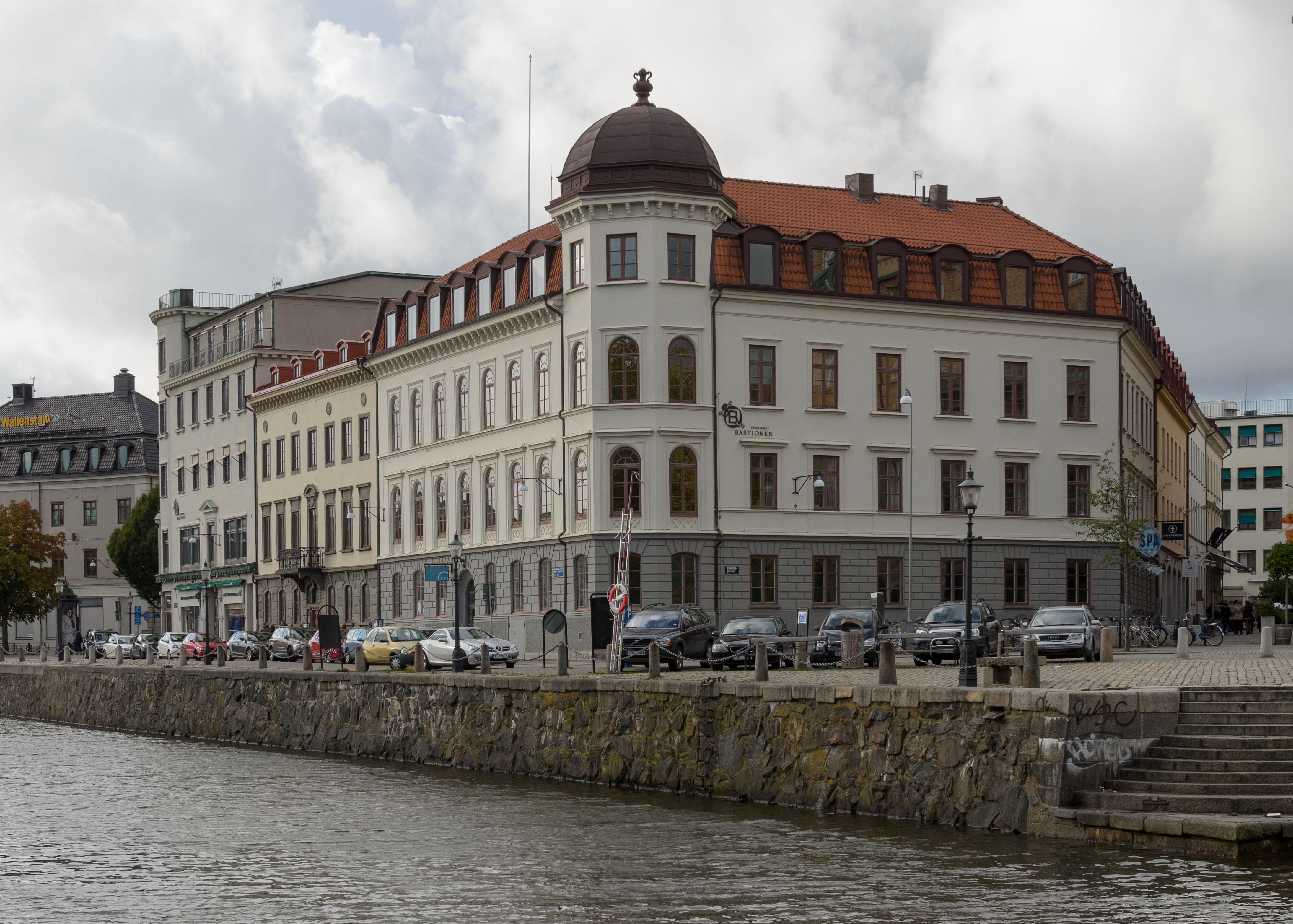
Stora Nygatan 27-33.